# Wantán

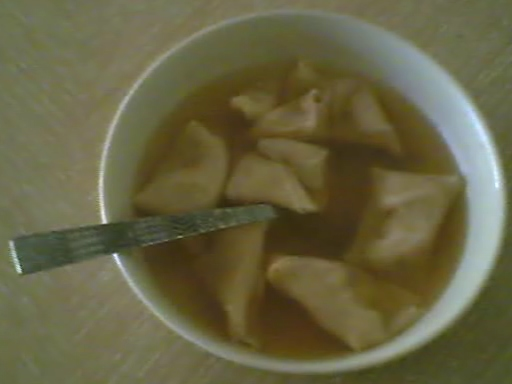
Plato de wantán

El wantán, wantón, wan tun, wantoón, wontón o Won ton (chino tradicional: 餛飩) es una masa muy fina y rellena (generalmente de carne picada de cerdo) muy común en la gastronomía de China. Es consumida cocida en sopas y frita como entrante o parte de platos de la gastronomía china.

## Etimología
El nombre wantán se escribe en chino como húntún (餛飩) denominación que recibe en el norte de China a una "pasta de forma irregular", o yúntūn (chino tradicional 雲吞, chino simplificado 云吞).
Se trata de un plato muy popular que en cantonés significa "nubes rebosantes". Ambos términos son pronunciados como /wɐn11 tʰɐn55/ ? (wantang) en cantonés. Por esta razón hoy en día en algunos idiomas como el inglés se denomina wonton siguiendo las directrices cantonesas de pronunciación "wuntun".
En Sichuan, al wantán se le conoce como "chāo shǒu" (抄手) y se sirve a menudo en pasta de sésamo y salsa de pimiento chile en un plato denominado "aceite de wantán rojo" (红油抄手). Curiosamente, los caracteres 餛飩; pueden ser usados en japonés para denominar el udon, un tipo de fideo fino que tiene pocas similitudes con el wantán.

## Tipos
Cada wantán está elaborado con una masa de 10×10 centímetros, elaborada con harina de trigo, agua, y sal. Esta masa se rellena con carne picada de cerdo, gambas, jengibre, cebollas picadas, aceite de sésamo y salsa soja.  Se puede decir que son equivalentes a los tortellini o ravioli en la cocina italiana (curiosamente en chino a ambos se les denomina de manera genérica como "wontón italianos" (意大利雲吞) o el judío kreplach. 
En la cocina peruana se utiliza para preparar un tipo de tequeño, además de ser base de la sopa wantán o del kam lu wantán y servirse en varios platos de la comida chifa, como el tradicional arroz frito que en Perú se denomina arroz chaufa.
La sutileza de la pasta del wontán hace que al cocer se parezcan a albóndigas. Otras variantes como los wontón de gambas (鮮蝦雲吞) o wontón de pescado. La variante frita del wonton se suele servir como snack o aperitivo, particularmente en cocina americo-china. En la cocina filipina, ésta se llama pinsec frito.

## Costumbres
Durante la celebración del año nuevo chino, la gente suele poner monedas de plata dentro de los wontons para desear buena suerte.

## Galería

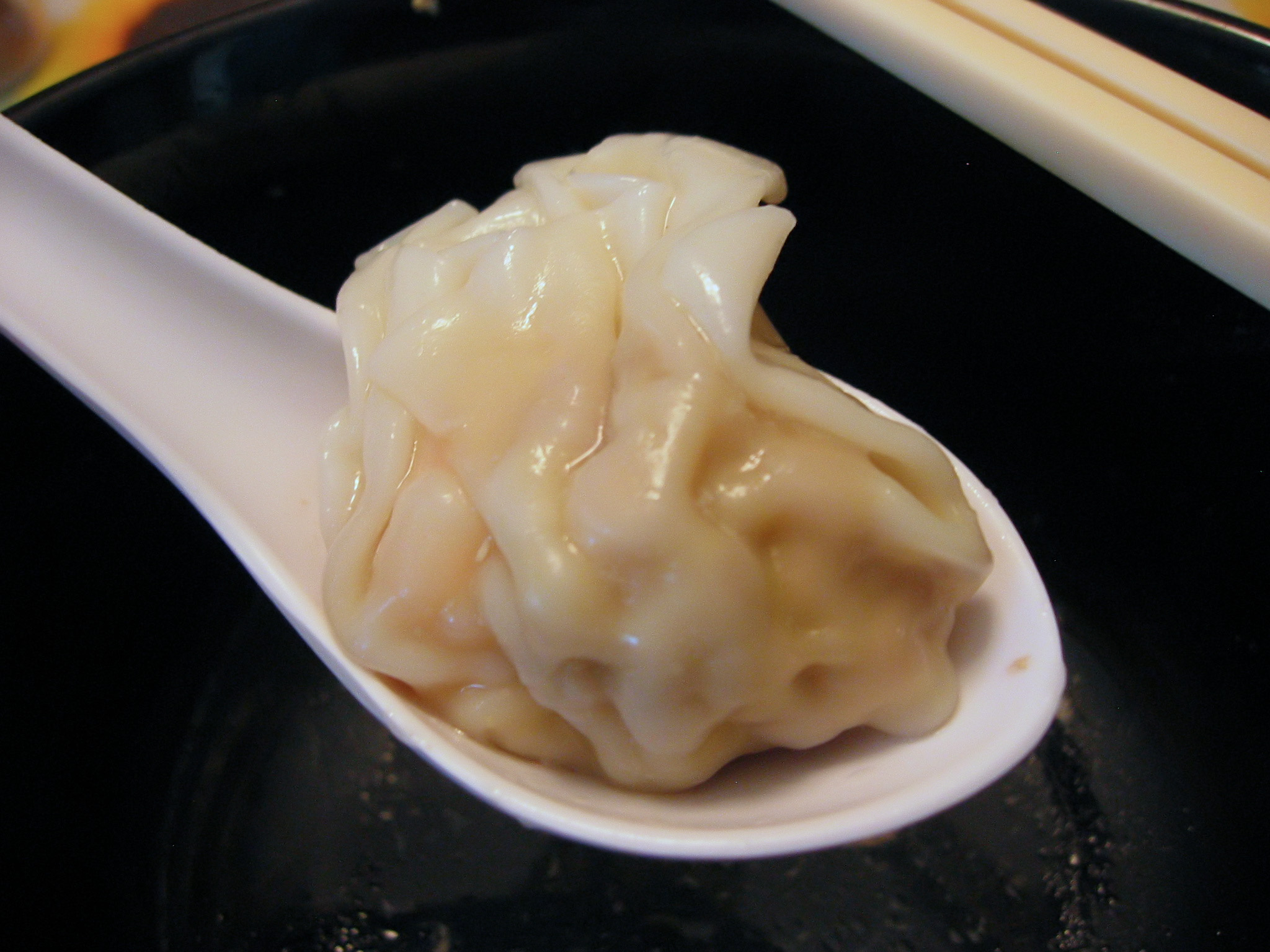
Un wonton relleno de gamba al estilo cantonés.
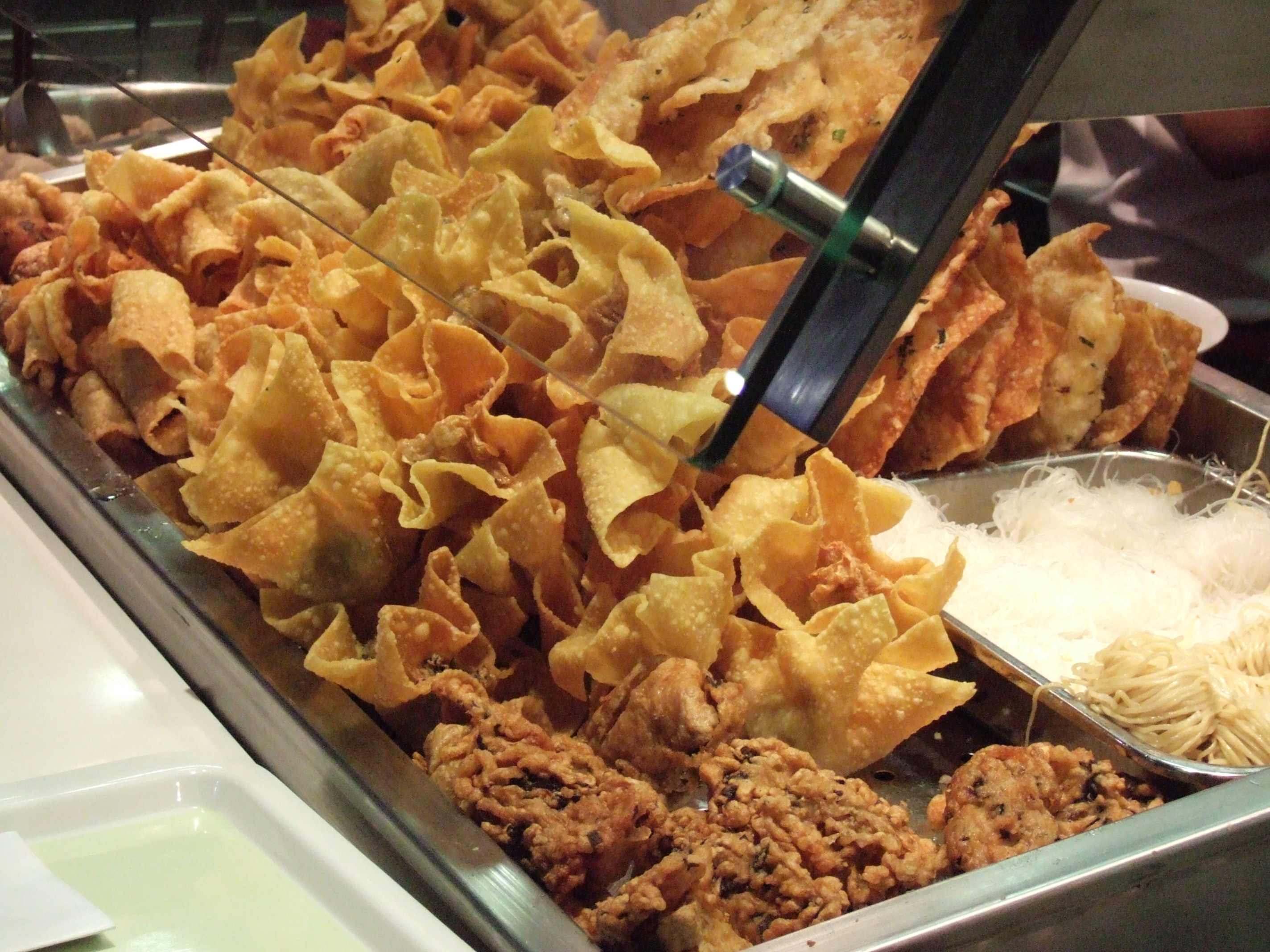
Pangsit o wonton frito típico de Indonesia.
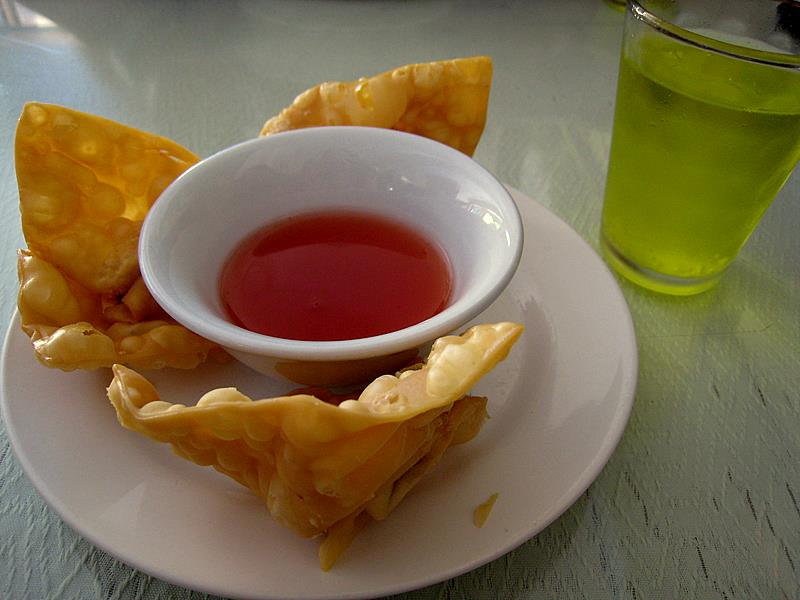
Wantan frito en Perú, acompañado de salsa de tamarindo e Inca Kola.
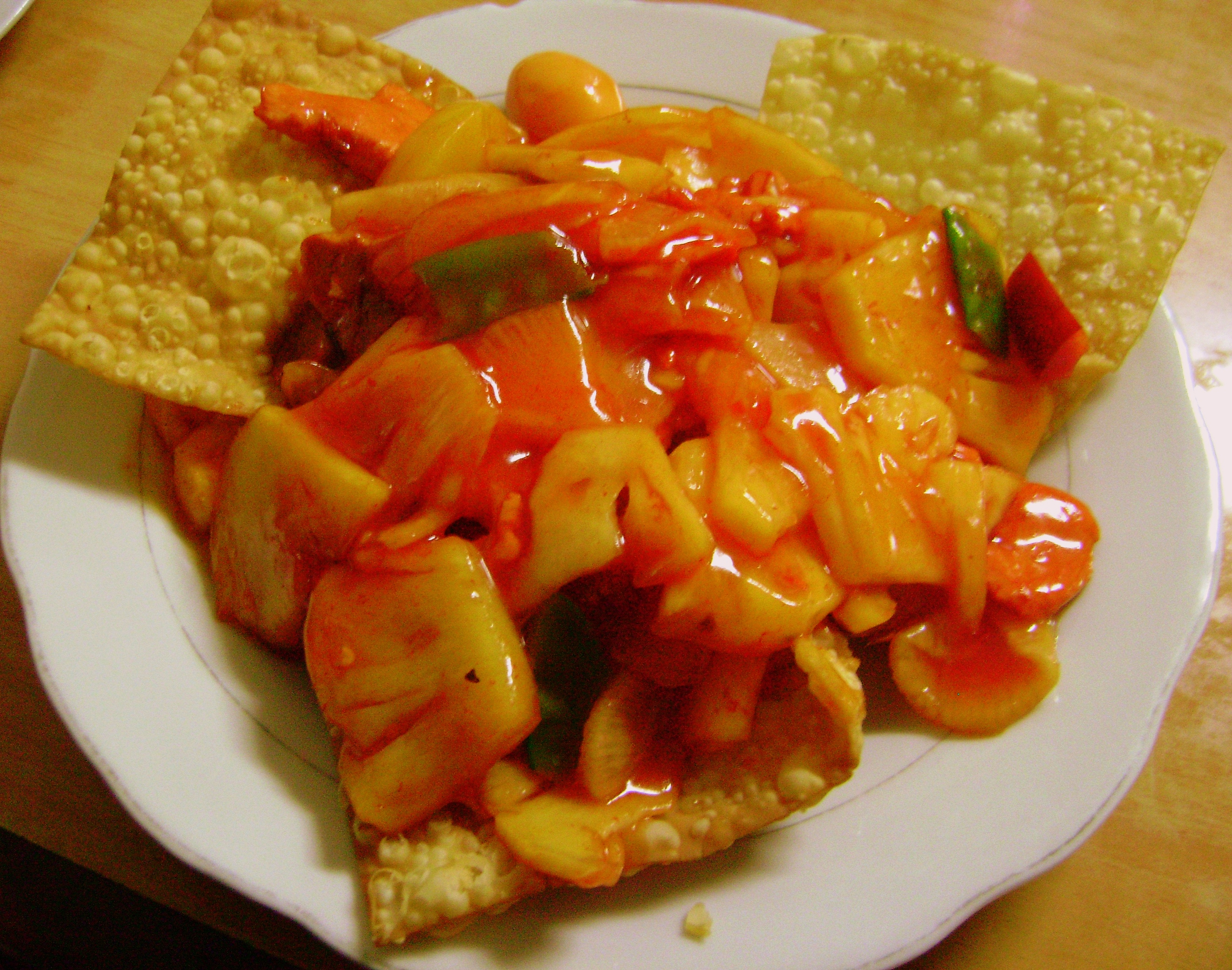
Kam Lu Wantan, plato típico de la comida chifa
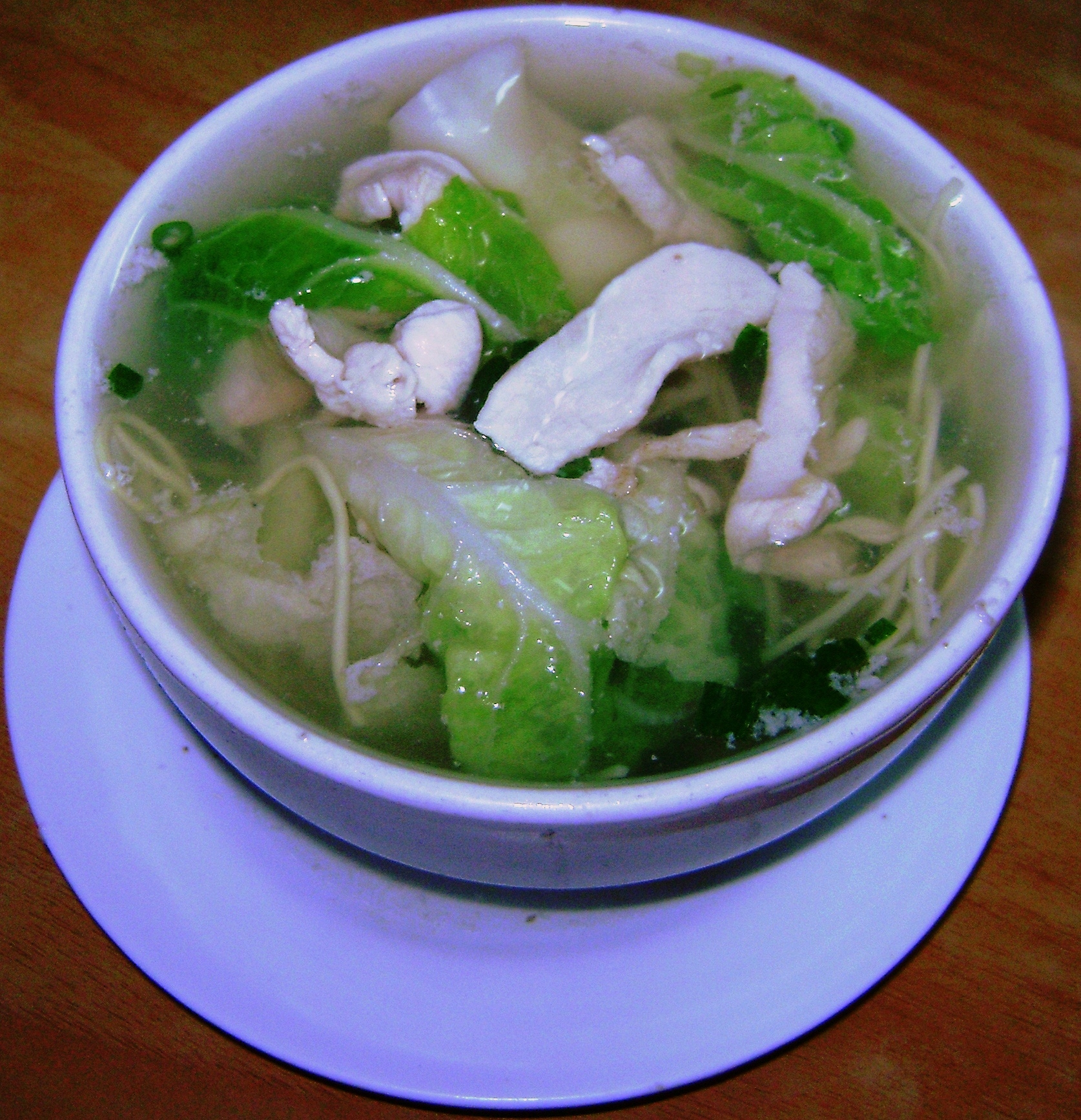
Sopa wantán de la gastronomía del Perú.